# 田島征三 (小惑星)
田島征三（たしませいぞう、Tashimaseizo）は、小惑星帯に位置する小惑星の1つである。北海道北見市で円舘金と渡辺和郎によって発見された。

## 名称
田島征三は作家の1人であり、いろいろな賞が授与されている。